# Omali Yeshitela
Omali Yeshitela (nascido Joseph Waller) é o fundador do Movimento Uhuru, uma organização africana internacionalista com sede em St. Petersburg, Flórida e membros em algumas outras partes do mundo.

## Primeiros anos
Nascido em St. Petersburg, Yeshitela participou do movimento dos direitos civis durante sua juventude nos anos 50 e 60 como membro do Comitê Coordenador Estudantil Não Violento. No auge do movimento em St. Petersburg, Waller foi preso em 1966, quando destruiu um mural na prefeitura que mostrava músicos negros fazendo uma serenata para festeiros brancos, uma cena que Waller chamou de caricatura degradante dos afro-americanos. No entanto, o prefeito Herman Goldner, ele próprio defensor dos direitos civis, rejeitou a alegação. "Não acho nada ofensivo no retrato do passear de trovadores e piqueniques na praia de Pass-a-Grille. Eu acho que você sabe que eu, particularmente, não sou racista. Eu acho... que todos nossos grupos minoritários precisam amadurecer até o ponto em que a autoconsciência não seja um fator motivador para reclamações."
Waller passou dois anos e meio na cadeia e na prisão. Após ser solto, perdeu seu direito de votar por décadas até o governador da Flórida, Jeb Bush, e três membros do Gabinete da Flórida restauraram seus direitos de voto em 2000.

## Ativismo cívico
Em seu ativismo cívico na cidade de St. Petersburg, Yeshitela defende sua opinião de que o desenvolvimento político e econômico vai trazer o fim da opressão contra as comunidades africanas espalhadas pelo mundo. Ele se mudou para Oakland, na Califórnia, em 1981, vivendo e trabalhando lá.
Yeshitela fez parte do Comitê Diretor Challenge 2001 e do Comitê Consultivo Hope IV da Autoridade Habitacional durante o mandato do prefeito de St. Petersburg David Fischer, dois projetos dedicados a atrair empregos e investimento para o Sul de St. Petersburg. Ele também presidiu o comitê de ação política da Coalizão de Liderança Afro-Americana, composta por várias igrejas grupos de direitos civis na área, e trabalhou no conselho da estação de rádio da comunidade WMNF. Junto com outros oito candidatos, Yeshitela concorreu à prefeitura em fevereiro de 2001. Embora não tenha chegado ao segundo turno, venceu em todos os distritos afro-americanos e mistos exceto um em toda a cidade.
Yeshitela é também fundador do Cidadãos Unidos por uma Prosperidade Compartilhada.

## Movimento uhuru
O Movimento Uhuru se refere a um grupo de organizações sob o princípio do internacionalismo africano, isto é, a libertação de africanos tanto no continente quanto na diáspora africana. Uhuru é uma palavra em suaíle que significa liberdade. O movimento é liderado pelo Partido Socialista do Povo Africano (African People's Socialist Party, APSP) de Yeshitela.
Yeshitela fundou o partido em maio de 1972 após sair da prisão, baseando-se em uma ideologia que combina nacionalismo negro e socialismo chamada internacionalismo africano. O PSPA formou várias organizações, cada uma com tarefas e objetivos específicos. Organizações afiliadas incluem o Movimento Uhuru Democrático Popular Internacional, que trabalha sob o princípio orientador de que a única maneira de os africanos alcançarem a libertação e a autodeterminação é lutar por um governo socialista totalmente africano sob a liderança de trabalhadores e camponeses africanos; a Internacional Africana Socialista, que busca unir socialistas africanos e movimentos de libertação nacional sob um único guarda-chuva revolucionário em oposição ao imperialismo e o neocolonialismo; o Comitê de Solidariedade do Povo Africano, para brancos solidários com os objetivos do PSPA; a produtora Burning Spear Productions, o braço editorial do PSPA; o fundo de Educação e Defesa do Povo Africano, que aborda disparidades na educação e saúde enfrentadas pelos afro-americanos e o Projeto de Desenvolvimento e Empoderamento de Todos os Povos Africanos.
Ele defende reparações pela escravidão para a comunidade negra. Yeshitela criou uma coalizão que promove reparações pela escravidão, defendendo indenizações aos povos africanos em todo o mundo não só pela escravidão, mas também mais de 500 anos de colonialismo e neocolonialismo.

## Na cultura popular
Trechos de um discurso de Yeshitela são reproduzidos em diversas faixas do álbum Let's Get Free da dupla de hip hop dead prez.
Trechos de um discurso de Yeshitela são reproduzidos no filme Loren Cass do diretor Chris Fuller.

## Publicações
Auto-publicados com Burning Spear Uhuru Publications / Partido Socialista do Povo Africano:
- On African Internationalism (1978)
- Tactics and Strategy for Black Liberation in the US, 1978
- The Struggle for Bread, Peace and Black Power, 1981
- Stolen Black Labor, 1982
- Reparations Now!, 1983
- A New Beginning and Not One Step Backwards,1984
- The Road to Socialism is Painted Black,  1987
- Izwe Lethu i Afrika! (Africa Is Our Land) (1991)
- Social Justice and Economic Development for the African Community: Why I became a Revolutionary (1997)
- The Dialectics of Black Revolution: The Struggle to Defeat the Counterinsurgency in the U.S. (1997)
- Overturning the Culture of Violence, by Penny Hess and Omali Yeshitela, 2000 (ISBN 978-1-891624-02-5)
- One Africa! One Nation! (2006), ISBN 978-1-891624-04-9
- Omali Yeshitela Speaks: African Internationalism, Political Theory for our Time (2005) ISBN 978-1-891624-03-2
- One People! One Party! One Destiny!, 2010 (ISBN 978-1-891624-07-0)
- An Uneasy Equilibrium: The African Revolution Versus Parasitic Capitalism, 2014 (ISBN 978-1-891624-11-7)